# غريس بيري
غريس بيري (بالإنجليزية: Grace Perry)‏ هي كاتِبة وشاعرة أسترالية، ولدت في 3 فبراير 1927 في ملبورن في أستراليا، وتوفيت في 1987.